# 홍원기 (국악인)
홍원기(洪元基, 1922년 ~ 1997년)는 일제강점기, 대한민국의 국악인이다.
서울에서 태어났다. 이왕직아악부 양성소에 입학하여 아악 공부를 하였고, 이병성·이주환 명창에게 성악을 배웠다. 그 가운데 가곡의 연창 능력을 인정받아 중요 무형문화재 제30호 가곡의 예능보유자로 지정되었다.